# Tim Polfliet
Tim Polfliet (Sint-Niklaas, 13 maart 1976) is een Belgische illustrator van kinderboeken.

## Leven
Polfliet volgde de kunsthumaniora en ging hij naar de academie in Gent. Hij behaalde zijn diploma grafische vormgeving en schilderkunst en geeft nu zelf les in Sint-Niklaas. Tijdens zijn studies droomde hij ervan kinderboeken te schrijven en te illustreren.

## Werk
In 2002 maakte hij die droom waar met Wolkje weet het niet (2002; Eenhoorn), een prentenboek over een klein, treurig wolkje dat niet goed weet wat het wil. Buiten illustraties voor kinderboeken tekent Polfliet ook veel cartoons. Zowel in 1999 als in 2000 won hij de Zilveren Hoed op het cartoonfestival in Knokke-Heist. Zijn tekeningen kan men herkennen aan de zachte en warme kleuren. Vuil babyblauw en oudroze komen geregeld terug. Heel vaak zijn er figuren te zien vanuit een onverwachte hoek of zijn ze uitvergroot, zoals de kwaadaardige kikker uit Het Gat (2000, Davidsfonds/Infodok). Polvliet werkt niet heel 'netjes', op zijn tekeningen staan nog druppeltjes, spatjes en ruwe potloodlijnen.

## Bekroningen
- 1999: Zilveren Hoed op het cartoonfestival in Knokke-Heist
- 2000: Zilveren Hoed op het cartoonfestival in Knokke-Heist

- Digitale Bibliotheek voor de Nederlandse Letteren: polf004
- Gemeinsame Normdatei: 1162150416
- International Standard Name Identifier: 0000 0001 1870 6122
- Library of Congress Control Number: no2011049715
- Nederlandse Thesaurus van Auteursnamen: 238881784
- Virtual International Authority File: 169930553
- WorldCat: E39PBJy8qRDj96d4WRWPhWRHYP